# Ешимбетов, Давлет
Давлет Ешимбетов — советский хозяйственный, государственный и политический деятель.

## Биография
Родился в 1913 году. Член ВКП(б) с 1939 года.
С 1924 года — на хозяйственной, общественной и политической работе. В 1924—1978 гг. — чабан, студент рабфака, председатель Чимбайского районного Совета Добровольного общества содействия авиации, армии и флоту, военный инспектор Исполнительного комитета Чимбайского, Кегельинского районного Совета, на работе в районном, городском военном комиссариате, председатель Исполнительного комитета Чимбайского районного Совета, военный комиссар города Нукус, Кара-Калпакской АССР, председатель Президиума Верховного Совета Каракалпакской АССР.
Избирался депутатом Совета Национальностей Верховного Совета СССР 6-го (от Турткульского городского избирательного округа Каракалпакской АССР) и 7-го (от Турткульского избирательного округа Узбекской ССР) созывов.